# Лэмбтон, Джон, 3-й граф Дарем
 Джон Джордж Лэмбтон, 3-й граф Дарем (англ. John Lambton, 3rd Earl of Durham; 19 июня 1855 — 18 сентября 1928) — британский наследственный пэр. Он носил титул учтивости —  виконт Лэмбтон с 1855 по 1879 год.

## Биография
Джон Лэмбтон родился 19 июня 1855 года. Старший сын-близнец Джорджа Лэмбтона, 2-го графа Дарема (1828—1879), и его жены леди Беатрикс Фрэнсис Гамильтон (1835—1871), дочери Джеймса Гамильтона, 1-го герцога Аберкорна. Его дедом был государственный деятель и колониальный администратор Джон Лэмбтон, 1-й граф Дарем, а его прадедом был премьер-министр Чарльз Грей, 2-й граф Грей.
Он унаследовал графство Дарем и его дополнительные титулы 27 ноября 1879 года после смерти своего отца.
В молодости Дарем служил лейтенантом в Колдстримской гвардии, а затем стал почетным полковником Даремской тяжелой бригады, Королевской артиллерии 6-го батальона Нортумберлендских стрелков и 8-го батальона Даремской легкой пехоты и был награжден орденом добровольца .
Лорд Дарем посетил Британскую Индию, чтобы принять участие в Дели Дарбаре 1903 года, состоявшемся в январе 1903 года в честь преемственности короля Эдуарда VII на посту императора Индии. Он был удостоен звания рыцаря-кавалера Подвязки в 1909 году и принят в Тайный совет в 1911 году. Он носил жезл королевы-консорта из слоновой кости с голубем на коронации короля Георга V в 1911 году и был лордом — высшим стюардом Георга V во время его визит в Индию с 1911 по 1912 год
Лорд Дарем занимал пост лорда-лейтенанта графства Дарем с 1884 по 1928 год, а с 1919 по 1928 год он был канцлером Даремского университета.
28 октября 1882 года лорд Дарем женился на Этель Элизабет Луизе Милнер (4 сентября 1860 — 28 октября 1931), дочери Генри Бейлби Уильяма Милнера и Шарлотты Генриетты Бересфорд. Брак был бездетным, и большую часть своей взрослой жизни леди Дарем провела в психиатрической больнице. Она умерла в 1931 году.
В 1892 году у лорда Дарема родился сын Джон Р. Х. Радж, вне брака с актрисой и танцовщицей Летицией Элизабет Радж (1861—1923), профессионально известной как Летти Линд, на которой он не мог жениться, поскольку болезнь его жены помешала разводу. Он и Линд были вместе много лет до её смерти в 1923 году.
Лорд Дарем умер в сентябре 1928 года в возрасте 73 лет, ему наследовал младший брат-близнец Фредерик.